# بولشایا نوکا
بولشایا نوکا (انگلیسی: Great Nevka) یک رودخانه در شهر سنت پترزبورگ کشور روسیه است.